# Terra infuocata
Terra infuocata (Tall Man Riding) è un film del 1955 diretto da Lesley Selander.
È un film western statunitense con Randolph Scott, Dorothy Malone e Peggie Castle. È basato sul romanzo del 1951  Tall Man Riding di Norman A. Fox.

## Produzione
Il film, diretto da Lesley Selander su una sceneggiatura di Joseph Hoffman e un soggetto di Norman A. Fox (autore del romanzo), fu prodotto da David Weisbart per la Warner Bros. e girato nei Warner Brothers Burbank Studios a Burbank, nel French Ranch e nel Janss Conejo Ranch a Thousand Oaks, nell'Iverson Ranch a Chatsworth e negli Universal Studios a Universal City, in California, da metà giugno all'inizio di luglio 1954.

## Distribuzione
Il film fu distribuito con il titolo Tall Man Riding negli Stati Uniti dal 18 giugno 1955 al cinema dalla Warner Bros.
Altre distribuzioni:
- in Danimarca il 31 ottobre 1955 (Kampen om ranchen)
- in Germania Ovest il 25 novembre 1955 (Der Teufel im Sattel)
- in Finlandia il 6 gennaio 1956 (Seikkailija Montanasta)
- in Austria nel febbraio del 1956 (Der Teufel im Sattel)
- in Svezia il 21 maggio 1956 (Striden om ranchen)
- in Francia l'11 luglio 1956 (La furieuse chevauchée)
- in Giappone il 29 agosto 1956
- in Belgio il 7 settembre 1956 (Duivels te paard e La furieuse chevauchée)
- in Brasile (Nas Garras do Homem Alto)
- in Grecia (I ekdikisis tou skotomenou)
- in Italia (Terra infuocata)
- nei Paesi Bassi (Duivels te paard)

## Promozione
La tagline è: His Guns Put Little River On The Map... And His Guns Could Wipe It Off!.